# Kaia Kater
Kaia Kater est une chanteuse, auteure, compositrice et interprète canadienne. Elle joue du piano, du banjo et de la guitare. 

## Biographie
Elle est née en 1993 à Montréal, et a passé son enfance dans le quartier du Mile End. Elle a également vécu à Wakefield en Outaouais et à Winnipeg avant d’intégrer l’université Davis & Elkins à Elkins en Virginie Occidentale où elle reçoit une bourse pour y étudier le banjo,. Elle y apprend également la danse dite du flatfoot et approfondit ses connaissances en percussions corporelles (notamment le hambone). La mère de Kaia est originaire du Québec et son père, arrivé au Canada à l’adolescence, est natif de Grenade, aux Antilles. L’album de Kaia, sorti en 2018 et intitulé Grenades, retrace son histoire personnelle et relate l’exode de son père vers le Canada.

## Carrière musicale
Kaia passe une grande partie de son enfance et adolescence au sein de la communauté folk Nord Américaine, et assiste régulièrement à des festivals folk et des conférences. Son premier EP Old Soul est sorti en 2013 et son premier album Sorrow Bound en 2015.
En 2016, elle remporte le Prix Oliver Schroer pour l’Innovation musicale (Catégorie Pushing the Boundaries en anglais) de la 12e édition des Prix de musique folk canadienne (Canadian Folk Music Awards en anglais) pour son troisième album Nine Pin. Le quotidien The Guardian attribue à cet opus 4 étoiles sur 5 et le qualifie de “phénoménal”. Le magazine Rolling Stone souligne que Kaia allie le banjo traditionnel à une écriture “sobre et authentique où elle aborde des thèmes comme la pauvreté ou le racisme, sujets qui sont plus d’actualité que jamais… une tempête calme et puissante” et dit de Kaia être “l’artiste incontournable” de 2016. En 2018, Kaia annonce la sortie de son quatrième album Grenades chez Smithsonian Folkways Recordings, chez Acronym Records au Canada.
En 2017 et 2018, Kaia entame une tournée et se produit lors de festivals et concerts à travers les États-Unis, le Canada, l’Europe et le Royaume-Uni et donne une représentation lors d’un concert-hommage à Pete Seeger sur invitation du Grammy Museum au John F. Kennedy Center for Performing Arts de Washington. Kaia a également participé au Festival Folk de Newport en 2018. Le magazine Rolling Stone placera sa performance dans le top “12 des meilleurs concerts du Festival folk de Newport 2018” et le Carnegie Hall annonce la participation de Kaia au festival Migrations : The making of America pour la saison 2018-2019.
Son quatrième album, Strange Medicine, est nommé pour le prix de musique Polaris 2025.

## Influences
Bien qu’influencée par la musique folk, l’artiste brasse plus large et cite comme inspiration artistique, sociale et politique Nina Simone, Erykah Badu et Lauryn Hill.

## Albums studio
| Année | Titre            | Format |
| ----- | ---------------- | ------ |
| 2013  | Old Soul         | EP     |
| 2015  | Sorrow Bound     | Album  |
| 2016  | Nine Pin         | Album  |
| 2018  | Grenades         | Album  |
| 2024  | Strange Medicine | Album  |

## Distinctions
- Prix Oliver Schroer pour l’innovation musicale de la 12e édition des Prix de musique folk canadienne.

## Sources supplémentaires
- (en) « Kaia Kater On World Cafe », National Public Radio, 4 octobre 2016.
- (en) Ben Edwards, « How the banjo helped Kaia Kater understand her own Afro-Caribbean roots », émission Q, CBC Radio, 22 février 2018.
- (en) Chaka V. Grier, « Shifting Gears, Digging Roots », SOCAN Magazine, 26 septembre 2018.